# Spilosoma uralensis
Spilosoma uralensis là một loài bướm đêm thuộc phân họ Arctiinae, họ Erebidae.